# Juan Carlos Lorenzo
Juan Carlos Lorenzo (Buenos Aires, 22 oktober 1922 – aldaar, 14 november 2001) was een Argentijns voetballer en trainer. Hij is een icoon voor de fans van CA Boca Juniors nadat hij met deze club twee keer de Copa Libertadores won.
In zijn tienerjaren speelde hij voor CA Chacarita Juniors en begon ook zijn profcarrière bij deze club in 1940. Van 1945 tot 1947 speelde hij voor Boca Juniors en verkaste dan naar Europa waar hij voor enkele clubs speelde. In 1958 sloot hij zijn spelerscarrière af bij RCD Mallorca en werd daar dan trainer. Hij leidde het team op twee seizoenen van de derde naar de eerste klasse. Na een tussenstop bij San Lorenzo coachte hij het nationale elftal van Argentinië op het WK 1962 in buurland Chili, maar werd in de groepsfase uitgeschakeld. De volgende jaren trainde hij de Romeinse topclubs Lazio Roma en AS Roma alvorens opnieuw het nationale elftal te begeleiden op het WK 1966 in Engeland. Het team stootte samen met West-Duitsland door naar de tweede ronde, maar werd daar door de latere wereldkampioen Engeland verslagen.
In 1972 volgde zijn eerste succes na de twee titels bij Mallorca. Hij werd kampioen met San Lorenzo, zowel in de Metropolitano als de Nacionalcompetitie. In 1973 werd hij ook met Atlético Madrid kampioen en bereikte ook de Europacupfinale die ze verloren van FC Bayern München. Na een intermezzo bij Unión de Santa Fe ging hij Boca Juniors trainer en beleefde met deze club een gouden periode. Hij won in 1976 twee titels met Boca en in 1977 en 1978 ook de Copa Libertadores en zelfs de intercontinentale beker in 1977. Na zijn periode bij Boca coachte hij nog meerdere clubs maar zonder veel succes. In 1987 beëindigde hij zijn trainerscarrière bij Boca.